# جان لیوینگستون (طبیعت‌شناس)
جان لیوینگستون (انگلیسی: John Livingston; ۱۰ نوامبر ۱۹۲۳ – ۱۷ ژانویهٔ ۲۰۰۶) طبیعت‌شناس اهل کانادا بود. به عنوان یک طبیعت‌شناس تاریخ طبیعی، پخش کننده، نویسنده و معلم شهرت داشت. او بیشتر به عنوان صدابردار سریال کوتاه جانورشناسی تلویزیونی 
Hinterland Who's Who در دهه ۱۹۶۰ شناخته می شد.